# Angela White
Angela White (Sydney, 4 de março de 1985) é uma atriz e diretora de filmes pornográficos e modelo erótica australiana vencedora em várias oportunidades do AVN Award e XBIZ Award. Em 2018 entrou para o Hall da Fama do AVN.
É considerada um dos maiores ícones do cinema pornô contemporâneo. Fez história na indústria pornográfica ao vencer três vezes o AVN Award de Melhor Performance do Ano.

## Biografia
Angela ainda estava no ensino médio quando entrou para a indústria de filmes pornográficos em 2003. Sua primeira cena foi filmada aos 18 anos. Se identifica como bissexual desde a adolescência e foi criticada por isso, sendo chamada de prostituta e lésbica.
Angela iniciou um curso de Bacharel em Artes ao ouvir críticas feministas a pornografia como algo negativo para mulheres. Não concordando com essas afirmações, que iam de encontro com suas experiências na indústria, Angela realizou diversas pesquisas sobre a experiências de algumas mulheres na indústria pornográfica da Austrália. O resultado final da pesquisa indicou que a pornografia pode ser um espaço positivo e transformador para muitas mulheres.
No final de 2013 lançou sua própria companhia de produção de filmes AGW Entertainment, sendo produções únicas e exclusivas de Angela. Em suas atuações ela pratica, sexo anal, oral (deep throat), masturbação, dupla e tripla penetração, ass to mouth e sexo interracial.
Em 2010, Angela se formou na Universidade de Melbourne com honras no estudo de gênero. O interesse de Angela pela política de gênero levou a passar um ano estudando no Instituto de Ciência Política em Paris. Se candidatou pelo Australian Sex Party na eleição do Estado vitoriano em 2010, na qual lutou publicamente pelos direitos dos profissionais do sexo.

## Mídia
Em 2007, Angela participou de uma série de comédia australiana chamada Pizza, na qual ela aparece em alguns episódios como Ruby.
Em 2017 foi nomeada a estrela do mês de abril pelo site Girlsway.
Em 2017 foi nomeada estrela do mês de junho pela Vixen.
Em 2019, um video de Angela foi exibido no piloto da série de comédia da HBO, Mrs. Fletcher.

## Filmografia parcial[13]
| Título                                           | Ano  | Produtora         |
| ------------------------------------------------ | ---- | ----------------- |
| Angela's Sex Auction                             | 2017 | Brazzers          |
| Angela Vol. #3                                   | 2017 | AGW Entertainment |
| Angela Loves Anal                                | 2017 | AGW Entertainment |
| Angela Loves Threesomes #2                       | 2017 | AGW Entertainment |
| Angela White Is Titwoman                         | 2017 | Elegant Angel     |
| Busty Interracial #3                             | 2017 | DarkX             |
| Happy Ending                                     | 2017 | Bang Bros         |
| Rip My Jeans                                     | 2017 | Brazzers          |
| Altar Of Aphrodite                               | 2017 | Porn Fidelity     |
| Midnight Cowgirl                                 | 2017 | Brazzers          |
| Ass Gas Or Grass                                 | 2017 | Brazzers          |
| Angela Loves Anal                                | 2016 | Brazzers          |
| Angela Loves Men #2                              | 2016 | AGW Entertainment |
| Angela White's 32 Double G Tits Are Breathtaking | 2016 | Bang Bros         |
| Angela Vol. #2                                   | 2015 | AGW Entertainment |
| Angela Loves Men                                 | 2015 | AGW Entertainment |
| Angela Loves Threesomes                          | 2015 | AGW Entertainment |
| Angela Vol. #1                                   | 2014 | AGW Entertainment |
| Natty Knockers #2                                | 2012 | Porn Fidelity     |
| Tits and Tugs #7                                 | 2011 | Score             |
| Big Tit Overload                                 | 2006 | Score             |

## Prêmios
| Ano  | Prêmio            | Resultado | Categoria                                                  | Atuação  | Fonte  |
| ---- | ----------------- | --------- | ---------------------------------------------------------- | -------- | ------ |
| 2007 | Score Magazine    | Venceu    | Voluptuous Model of the Year                               | Atriz    | [ 14 ] |
| 2011 | Score Magazine    | Venceu    | Hardcore Performer of the Year                             | Atriz    | [ 14 ] |
| 2015 | XBIZ Award        | Venceu    | Adult Site of the Year (Performer)                         | Atriz    | [ 15 ] |
| 2016 | XBIZ Award        | Venceu    | All Sex Series of the Year (Angela)                        | Diretora | [ 16 ] |
| 2016 | XBIZ Award        | Venceu    | Foreign Female Performer of the Year                       | Atriz    | [ 16 ] |
| 2016 | XBIZ Award        | Venceu    | Adult Site of the Year (Performer)                         | Atriz    | [ 16 ] |
| 2016 | AVN Award         | Venceu    | Best All Girl Group Sex Scene                              | Atriz    | [ 17 ] |
| 2016 | AVN Award         | Venceu    | Best Oral Sex Scene                                        | Atriz    | [ 17 ] |
| 2016 | AVN Award         | Venceu    | Best All Girl Movie (Angela Loves Women)                   | Diretora | [ 17 ] |
| 2016 | XRCO Award        | Venceu    | Best Gonzo Release (Angela 2)                              | Diretora | [ 18 ] |
| 2016 | NightMoves Award  | Venceu    | Best Boobs (Editor’s Choice)                               | Atriz    | [ 19 ] |
| 2017 | XBIZ Award        | Venceu    | Gonzo Series of the Year (Angela Loves...)                 | Diretora | [ 20 ] |
| 2017 | AVN Award         | Venceu    | Best Continuing Series (Angela Loves...)                   | Diretora | [ 21 ] |
| 2017 | AVN Award         | Venceu    | Best Gonzo Movie (Angela Loves Gonzo)                      | Diretora | [ 21 ] |
| 2017 | AVN Award         | Venceu    | Most Amazing Sex Toy (Angela White Fleshlight)             | Produto  | [ 21 ] |
| 2017 | Spank Bank Awards | Venceu    | Most Voluptuous Vixen                                      | Atriz    | [ 22 ] |
| 2017 | XRCO Awards       | Venceu    | Female Performer of the Year                               | Atriz    | [ 23 ] |
| 2018 | AVN Award         | Venceu    | Best Boy/Girl Sex Scene (Angela 3)                         | Atriz    | [ 24 ] |
| 2018 | AVN Award         | Venceu    | Best Double Penetration Sex Scene (Angela 3)               | Atriz    | [ 24 ] |
| 2018 | AVN Award         | Venceu    | Best Group Sex Scene (Angela 3)                            | Atriz    | [ 24 ] |
| 2018 | AVN Award         | Venceu    | Best Solo/Tease Performance (Angela 3)                     | Atriz    | [ 24 ] |
| 2018 | AVN Award         | Venceu    | Female Performer of the Year                               | Atriz    | [ 24 ] |
| 2018 | AVN Award         | Venceu    | Most Spectacular Boobs                                     | Atriz    | [ 24 ] |
| 2018 | AVN Award         | Venceu    | Favorite Female Pornstar                                   | Atriz    | [ 24 ] |
| 2018 | AVN Award         | Venceu    | Hall of Fame                                               | Atriz    | [ 4 ]  |
| 2018 | Spank Bank Awards | Venceu    | Bewitching Brunette of the Year                            | Atriz    | [ 25 ] |
| 2018 | Spank Bank Awards | Venceu    | Contessa of Cum                                            | Atriz    | [ 25 ] |
| 2018 | XRCO Awards       | Venceu    | Female Performer of the Year                               | Atriz    | [ 26 ] |
| 2018 | XCritic Awards    | Venceu    | Best Female Performer                                      | Atriz    | [ 27 ] |
| 2018 | XCritic Awards    | Venceu    | Social Media Queen                                         | Atriz    | [ 27 ] |
| 2018 | XCritic Awards    | Venceu    | Best Director - Feature (Angela Volume 3)                  | Diretora | [ 27 ] |
| 2019 | AVN Award         | Venceu    | Best Actress - Featurette (Who's Becky)                    | Atriz    | [ 28 ] |
| 2019 | AVN Award         | Venceu    | Best Anal Sex Scene (I Am Angela)                          | Atriz    | [ 28 ] |
| 2019 | AVN Award         | Venceu    | Best Group Sex Scene (After Dark)                          | Atriz    | [ 28 ] |
| 2019 | AVN Award         | Venceu    | Best Oral Sex Scene (Angela By Darkko)                     | Atriz    | [ 28 ] |
| 2019 | AVN Award         | Venceu    | Best Three-Way Sex Scene: G/G/B (Corruption of Kissa Sins) | Atriz    | [ 28 ] |
| 2019 | AVN Award         | Venceu    | Fan Award: Favorite Female Porn Star                       | Atriz    | [ 28 ] |
| 2019 | AVN Award         | Venceu    | Fan Award: Most Spectacular Boobs                          | Atriz    | [ 28 ] |
| 2019 | AVN Award         | Venceu    | Female Performer of the Year                               | Atriz    | [ 28 ] |
| 2019 | Pornhub Awards    | Venceu    | Best Chest Top Big Tits Performer                          | Atriz    | [ 29 ] |
| 2019 | Spank Bank Awards | Venceu    | Hardest Working Ho in Ho Biz                               | Atriz    | [ 30 ] |
| 2019 | Spank Bank Awards | Venceu    | Oral Authority of the Year                                 | Atriz    | [ 30 ] |
| 2019 | XCritic Awards    | Venceu    | Best Actress (Perspective)                                 | Atriz    | [ 31 ] |
| 2019 | XCritic Awards    | Venceu    | Best Female Performer                                      | Atriz    | [ 31 ] |
| 2019 | XCritic Awards    | Venceu    | Best Girl/Girl Sex Scene (Tough Critic)                    | Atriz    | [ 31 ] |
| 2019 | XCritic Awards    | Venceu    | Scene of the Year (I Am Angela)                            | Atriz    | [ 31 ] |
| 2019 | XCritic Awards    | Venceu    | Social Media Queen                                         | Atriz    | [ 31 ] |
| 2019 | XRCO Awards       | Venceu    | Female Performer of the Year                               | Atriz    | [ 32 ] |
| 2019 | XRCO Awards       | Venceu    | Star Showcase (I Am Angela)                                | Atriz    | [ 32 ] |